# یوهان گئورگ فاوست
یوهان گئورگ فاوست  (آلمانی: Johann Georg Faust؛ حدود ۱۴۸۰ - حدود ۱۵۴۱)، همچنین به عنوان گئورگ فاوست شناخته می‌شود، یک کیمیاگر، اختربین، جادوگر و افسون‌گر در دوران رنسانس آلمان بود. 
او احتمالاً در اواخر قرن پانزدهم یا اوایل قرن شانزدهم در شهر کنیتلینگن در جنوب آلمان متولد شد. در برخی از منابع، از مکان تولد او علاوه بر کنیتلینگن، به سیمرن، رودا و زالتسودل هم اشاره شده است. گفته میشود که وی در حدود در سال ۱۵۴۱ در اشتاوفن در نزدیکی برایسگاو، به دلیل انفجار در یک آزمایش کیمیاگری درگذشته است. پس از مرگش از گزارش‌های مربوط به زندگی فاوست، به همراه داستان‌های باستانی جادوگری، سنگ بنای شکل گیری افسانه فاوست شد که در بسیاری از اثار ادبی و موسیقی به کار رفته است. این افسانه چندین بار به صورت نمایشنامه منتشر شد، از جمله توسط کریستوفر مارلو برای آثارش در تاریخ تراژیک دکتر فاوستوس (۱۶۰۴). سنت انتشار داستان های محبوب در مورد دکتر فاوست، معروف به فاوستبوخ (به آلمانی Faustbuch)، تا اواسط قرن هجدهم میلادی باقی ماند. یوهان ولفگانگ فون گوته در اثر مشهور خودش "فاوست ۱ و ۲" (۱۸۰۸) از این افسانه اقتباس کرده است. از آن زمان به بعد، افسانه فاوست و قرارداد فاوستی با شیطان حضور مکرری در آثار هنری داشته است، به عنوان مثال در اثر هکتور برلیوز "نفرین فاوست" (۱۸۴۶)، یا سمفونی فاوست اثر فرانتس لیست (۱۸۵۷).
زندگینامه واقعی فاوست از سوی اسطوره‌ها و افسانه‌ها جوری احاطه شده است که باعث سختی در بازسازی دقیق زندگی واقعی او می‌شود. فاوست به عنوان یک کیمیاگر، اختربین و جادوگر شناخته شده است که فعالیت‌های غیرمعمول و تلاش برای دستیابی به دانش، او را مشهور کرده است. اسناد تاریخی چندی بر وجود خارجی چنین فردی گواهی می دهند، اما شواهد محکمی برای واقعی بودن یک معاهده با شیطان یا داشتن قدرت‌های فراطبیعی وجود ندارند. افسانه فاوست در طول زمان از طریق انتقال شفاهی و آثار ادبی توسعه یافته و ماجراجویی‌ها فاوست و معاهده ادعایی او با شیطان به تفصیل و به صورتی اغراق آمیز شرح داده می‌شوند. از این رو، تمایز میان حقایق تاریخی و عناصر افسانه‌ای از زندگی او چالشی پیچیده است.
فاوستوس به معنی "خوشبخت" نامی لاتین است که در دوره رنسانس متداول بود. صاحب نام می‌خواست خود را به عنوان یک فرد خوشبخت، خوش‌بخت و دارای آموزش انسان‌گرا نشان دهد. در کنیتلینگن، فاوست به عنوان نام خانوادگی ۱۵۴۶-۱۵۶۶ توسط فهرست‌های معتبر نظامی مولبرون ثبت شده است. فقط نه منبع معاصر در مورد فاوست تاریخی شناخته شده اند که اکثراً شامل اطلاعات کمی هستند. منابع اکثراً نام کوچک گئورگ را به کار برده اند. محل تولد فاوست مورد اختلاف است. علاوه بر کنیتلینگن در بادن-وورتمبرگ، هلمشتادت نزدیک هایدلبرگ نیز ذکر شده است. رودا در تورینگن تنها در افسانه فاوست به عنوان محل تولد نقش می‌بازد.  در کنیتلینگن، که تا سال ۱۵۰۴ به پالاتینات تعلق داشت، امروزه موزه فاوست و آرشیو فاوستی جامعی وجود دارد. سند تاریخی مورد اختلاف برای کنیتلینگن به عنوان محل تولد فاوست، تصویر نسخه یک معامله ملکی در سال ۱۵۴۲ است که اصل آن در طول جنگ جهانی دوم سوخت و از بین رفت. حضور فاوست در بسیاری از شهرهای جنوب آلمان دیده شده است. او به عنوان فیلسوف، شفاگر، کیمیاگر، غیبگو و پیشگو کار می‌کرد و از شهری به شهری دیگر در سفر بود.  برای دوره قبل از سال ۱۵۰۶، هیچ شواهد معتبری برای فعالیت‌های فاوست وجود ندارد. برخلاف دیگر دانشمندان همزمان خودش که آنها نیز به عنوان جادوگر شناخته می‌شدند، مانند آگریپا فون نتسهایم، تریتمیوس و پاراسلسوس، فاوست بیشتر به عنوان یک دانشمند عمل‌گرا معروف بود. بسیاری در این «جادوگر» که به عنوان فریبکار و فتنه‌گر شناخته می‌شد، فقط یک شیاد و کلاهبردار می‌دیدند. او همچنین به ویژه از سوی روحانیون زمان خودش مورد غضب و دشمنی قرار داشت. 

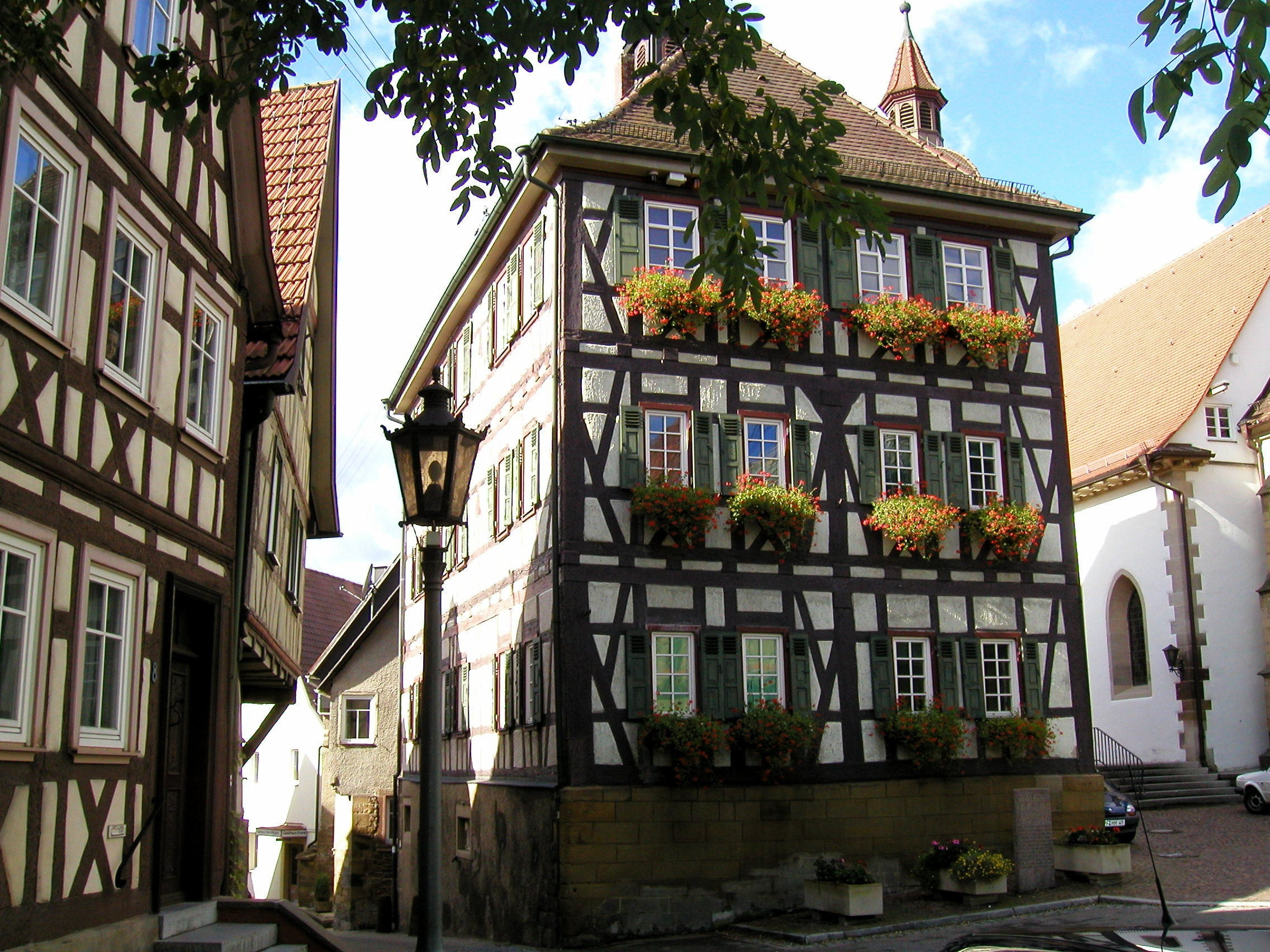
موزه فاوست در کنیتلینگن

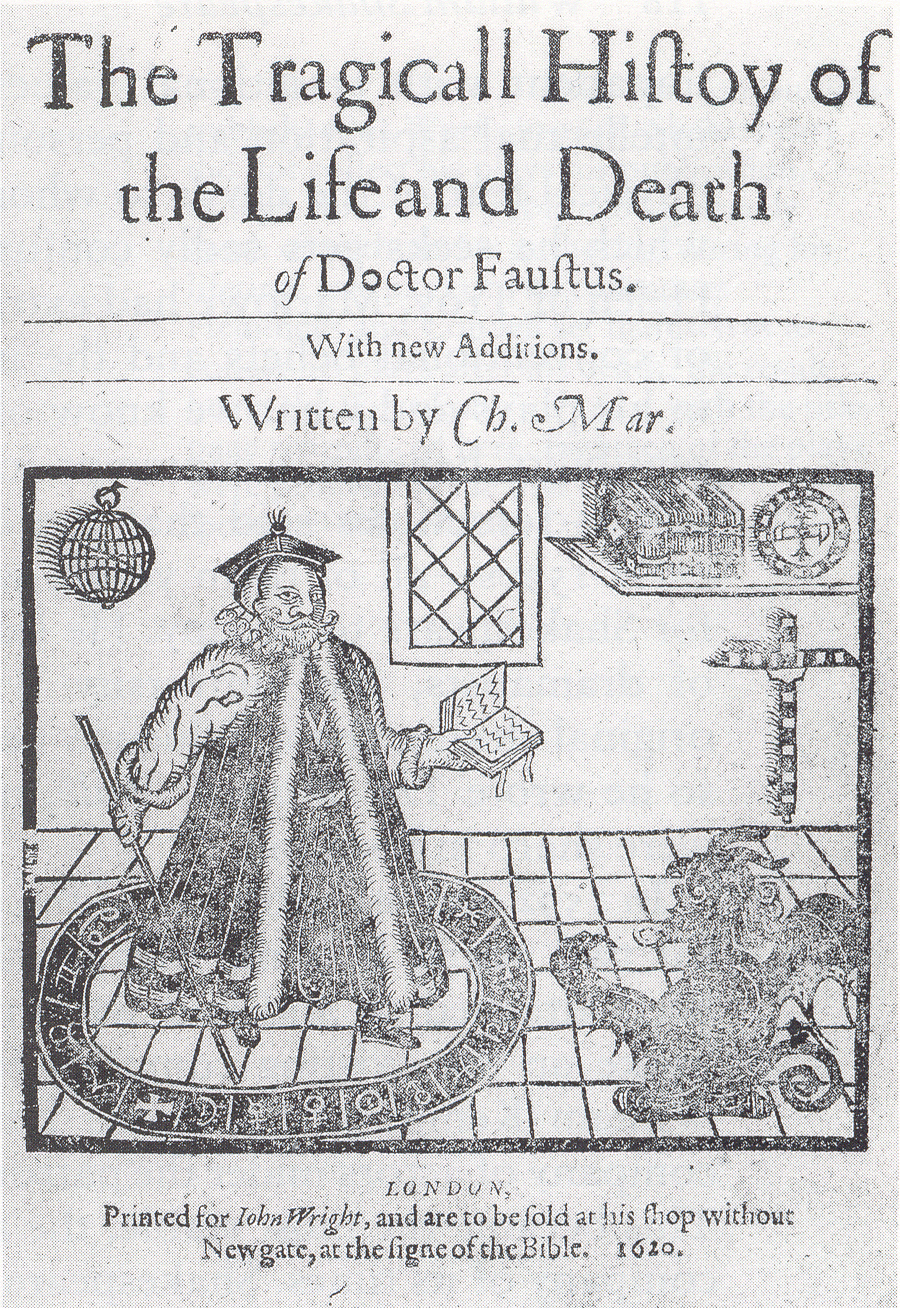
نمایشنامه تاریخچه تراژدی گونه زندگی و مرگ دکتر فاستوس اثر کریستوفر مارلو

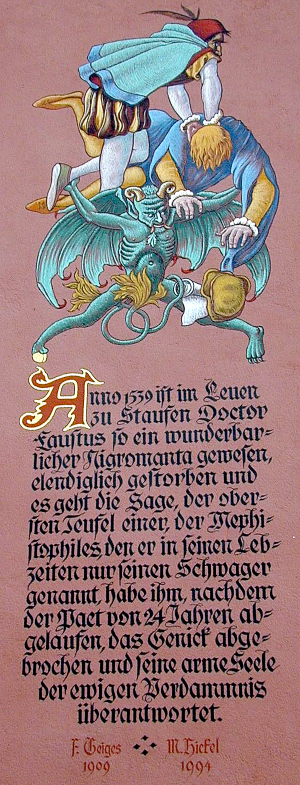
کتیبه ای در هتل لوون (Löwen) در اشتاوفن. مکانی که گفته میشود فاوست بر اثر انفجار در حین آزمایش در آنجا درگذشته است. کتیبه به قرارداد فاوستی اشاره می کند.